# Juliette Plumecocq-Mech
Juliette Plumecocq-Mech est une actrice française née le 1er janvier 1968 à Soissons.

## Biographie

### Jeunesse et formation
Née à Soissons de parents ingénieurs, Juliette Plumecocq-Mech « est arrivée très jeune à Bordeaux, à Pessac plus précisément »,. Enfant solitaire, elle aime faire des imitations. « Enfant, je faisais beaucoup le clown. J’imitais des voix d’hommes politiques et j’essayais d’être ventriloque avec mes mains ou une paire de chaussettes ».
En classe de Terminale, une amie la sollicite pour lui donner la réplique sur un texte de William Shakespeare lors du concours d’entrée au Conservatoire à rayonnement régional de Bordeaux. À la fin de la scène, Juliette Plumecocq-Mech interprète un extrait de Phèdre de Jean Racine et le jury l'invite à s'inscrire au concours sur dérogation.
Elle entre au Conservatoire puis en 1988 elle s'installe à Paris et intègre la troupe du Théâtre du Soleil d'Ariane Mnouchkine,,. Elle y rencontre le comédien Christophe Rauck qui crée en 1995 la Compagnie Terrain Vague-(titre provisoire) avec Juliette et d'autres comédiens du Théâtre du Soleil.

### Carrière
Dans une mise en scène de Christophe Rauck, Juliette Plumecocq-Mech joue dans Le Cercle de craie caucasien de Bertolt Brecht, Comme il vous plaira de William Shakespeare, Le Théâtre ambulant Chopalovitch de Ljubomir Simović, Le Rire des asticots d'après Pierre Henri Cami... De par son physique androgyne, il lui confie également des rôles d'homme (Lancelot dans Le Dragon, Khlestakov dans Le Révizor, Aristarque dans Cœur ardent) et la met en scène en 2016 dans un texte original où elle joue, couchée, un homme agressé dans un café dans Toute ma vie, j’ai fait des choses que je savais pas faire de Rémi De Vos,.
La comédienne collabore également avec d'autres metteurs en scène : Julie Brochen dans Whistling psyche de Sebastian Barry, Christian Schiaretti dans Perceval le Gallois de Florence Delay, Olivier Martin-Salvan dans Ubu sur la butte de Alfred Jarry...
En 1993, elle reçoit le Prix de la Critique (AQCT) de la meilleure actrice pour Quartett de Heiner Müller dans une mise en scène de Florent Siaud.
Juliette Plumecocq-Mech poursuit également une carrière au cinéma (avec Romain Goupil, Jean-Pierre Améris, Woody Allen...) et à la télévision (les séries Cherif, Le Tueur du lac, Vise le cœur, Vortex...).
En 2024, elle interprète pour la première fois un rôle principal, celui de la capitaine de gendarmerie Béatrice Pernetti dans le téléfilm, Meurtres à Nîmes auprès de Tiphaine Daviot. Puis en 2025, l'actrice devient le rôle principal — celui de la commandante Oriane Girard — de la série policière À l'instinct de France 2, au côté de Christopher Bayemi.

## Filmographie

### Cinéma

#### Longs métrages
- 2011 : Mon arbre de Bérénice André : Lydia
- 2012 : Radiostars de Romain Lévy : Daniel(le)
- 2014 : Les Jours venus de Romain Goupil : Guide aveugle
- 2018 : Je vais mieux de Jean-Pierre Améris : la radiologue
- 2018 : Je ne suis pas un homme facile d'Éléonore Pourriat : la borgne
- 2018 : Tous les dieux du ciel de Quarxx : la garagiste
- 2020 : Médecin de nuit d'Élie Wajeman : Chloé
- 2020 : Antoinette dans les Cévennes de Caroline Vignal : Britney
- 2022 : Les Vedettes de Jonathan Barré : Patricia
- 2022 : Trois fois rien de Nadège Loiseau : la doctoresse
- 2022 : Les Vengeances de Maître Poutifard de Pierre-François Martin-Laval : Monique, la garagiste
- 2023 : Coup de chance de Woody Allen : la détective privée

#### Courts métrages
- 2005 : Titus de Fabien Guyot : Titus
- 2010 : Les Hommes se cachent pour pleurer de Fabien Guyot : Florence
- 2012 : Seconde de Julien Herichon : Christelle Aurel
- 2013 : Le bon mélange pour la colle de Lauriane Escaffre et Yvonnick Muller
- 2014 : Descente de  François Grillères et Aymeric Nogué : capitaine Mech
- 2019 : Gauche touché d'Alexandre Labarussiat
- 2021 : Les Barricades Mystérieuses de Jean-Marie Gatin, Anne Charrin, Lise Charrin, Aude Charrin
- 2022 : La mémoire des grands chiens de Nicole Genovese : le shérif
- 2023 : À juste titre de Jean-Luc Couchard

### Télévision
- 2014 : Hero Corp : Lancu (saison 4)
- 2014 : Meurtres au Pays basque d'Éric Duret : Faustine
- 2015 : Les Petits Meurtres d'Agatha Christie : Greenblatt (saison 2, épisode 11 : Murder Party)
- 2017 : Cherif : Nathalie Marchal (saison 4, épisode 8 : La dernière séance)
- 2017 : Transferts : Fausto (4 épisodes)
- 2017 : Le Tueur du lac de Jérôme Cornuau : Jeanne Tardieu
- 2018 : Tunnel d'Anders Engstrom : Betti Baudin (saison 3, épisode 1)
- 2019 : Engrenages : la photographe (saison 7, épisode 3)
- 2019 : Balthazar : Catherine Meyer (saison 2, épisode 9 : La loi du plus fort)
- 2020 : Peur sur le lac de Jérôme Cornuau : Jeanne Tardieu
- 2020 : Le Mensonge de Vincent Garenq : la présidente du tribunal (épisodes 3 et 4)
- 2021 : True story de Ludovic Daire
- depuis 2022 : Vise le cœur de Vincent Jamain : docteur Grandjean, médecin légiste
- 2022 : Vortex de Slimane-Baptiste Berhoun : Agathe
- 2022 : Alex Hugo d'Olivier Langlois : Anne Barois (saison 8, épisode 3 : En terre sauvage)
- 2022 : Week-end family de Pierre-François Martin-Laval et Sophie Reine (saison 1)
- 2022 : En place de Jean-Pascal Zadi : Françoise (épisodes 1 et 2)
- 2022 : Bellefond d'Émilie et Sarah Barbault : Andrée Cranjeon (épisode 1)
- 2022 : Lethe 21 de Mélisa Godet : l'infirmière militaire
- 2023 : 66-5 d’Anne Landois : la présidente du tribunal de Bobigny (épisodes 6 et 7)
- 2023 : Les Secrets du paquebot de Christophe Lamotte : commissaire Béatrice Maisonneuve
- 2023 : La Tribu de Nadine Loisal et Patrick Cassir : Colette
- 2023 : Le Signal de Slimane-Baptiste Berhoun et Karim Ouaret : Isabelle Legoff
- 2024 : Meurtres à Nîmes d'Anne Péjean : Béatrice Pernetti
- Depuis 2024 : Cat's Eyes d'Alexandre Laurent : commissaire Bruneau
- 2025 : Un dimanche de chasse de Catherine Klein : Agnès Ducrocq
- 2025 : César Wagner : Mozart (épisodes 10 et 11)
- 2025 : À l'instinct : Commandante Oriane Girard (épisodes En eaux profondes et La mort en marche)
- 2025 : Surface de Slimane-Baptiste Berhoun : Hélène Saulnier
- 2025 : Soleil noir : Docteur Darcher

### Doublage
- 2022 : Bros : Cherry (Dot-Marie Jones)

## Théâtre
- 1993-1995 : La Ville parjure ou le Réveil des Érinyes d'Hélène Cixous, mise en scène Ariane Mnouchkine, Théâtre du Soleil
- 1998 : Le Cercle de craie caucasien de Bertolt Brecht, mise en scène Christophe Rauck
- 1998 : Comme il vous plaira de William Shakespeare, mise en scène Christophe Rauck
- 1999 : On ne badine pas avec l'amour d'Alfred de Musset, mise en scène Isabelle Ronayette
- 1999 : Roméo et Juliette de Shakespeare, mise en scène Ricardo Lopez Munoz
- 2000 : Le Théâtre ambulant Chopalovitch de Ljubomir Simović, mise en scène Christophe Rauck, Théâtre du Peuple, Bussang
- 2001 : Le Rire des asticots d'après Pierre Henri Cami, mise en scène Christophe Rauck
- 2003 : Le Dragon de Evgueni Schwartz, mise en scène Christophe Rauck
- 2003 : Dialogues têtus d'après Giacomo Leopardi, mise en scène Thierry Roisin
- 2005 : Le Revizor de Nicolas Gogol, mise en scène Christophe Rauck
- 2009 : Cœur ardent d'Alexandre Ostrovski, mise en scène Christophe Rauck
- 2011 : Têtes rondes et Têtes pointues de Bertolt Brecht, mise en scène Christophe Rauck
- 2012 : Cassé de Rémi De Vos, mise en scène Christophe Rauck
- 2012 : La Tempête de William Shakespeare, mise en scène Philippe Mentha
- 2013 : Quartett de Heiner Müller, mise en scène Florent Siaud
- 2013 : Gauvain et le Chevalier Vert de Florence Delay et Jacques Roubaud, mise en scène Julie Brochen
- 2013 : Whistling Psyche de Sebastian Barry, mise en scène Julie Brochen
- 2014 : Lancelot du Lac de Florence Delay, mise en scène Julie Brochen
- 2014 : Perceval le Gallois de Florence Delay, mise en scène Christian Schiaretti
- 2016 : Toute ma vie, j’ai fait des choses que je savais pas faire de Rémi de Vos, mise en scène Christophe Rauck

- 2017 : L'Espace furieux de Valère Novarina, mise en scène Mathilde Delahaye
- 2019 : Ubu sur la Butte d'Alfred Jarry, mise en scène Olivier Martin-Salvan[11]
- 2021 : À la vie de Élise Chatauret, Thomas Pondevie et la Compagnie Babel - Élise Chatauret, tournée
- 2022 : L'affaire Harry Crawford de Lachlan Philpott, mise en scène Carole Errante, tournée

## Radio
- 2011 : Never, never, neverland de Tarik Noui pour France Culture, réalisation Myron Meerson : la narratrice[12]
- 2015 : Kafka sur le rivage de Haruki Murakami (20 épisodes) pour France Culture, réalisation Marguerite Gateau : Oshima[13]
- 2024 : La Chute de Lapinville, de Benjamin Abitan, Wladimir Anselme et Laura Fredducci (Arte Radio)[14] : Robot Français Moyen

## Distinctions
- Novara Cine Festival 2017 : meilleure actrice pour Les hommes se cachent pour pleurer[15]
- Prix de la critique de l'AQCT 2013 : meilleure actrice pour Quartett
- Festival Long Story Shorts 2021 (Roumanie) : meilleure actrice pour Gauche touché[16]
- Bucharest ShortCut Cinefest 2021 : meilleure actrice pour Les Barricades Mystérieuses[17]
- Equilibrium Cinefest 2021 : meilleure actrice pour Les Barricades Mystérieuses[18]
- Paris International Film Festival 2022 : meilleure actrice pour Gauche touché
- Chouette festival 2022 : prix d’interprétation féminine pour Gauche touché